# Anisodes mediolineata
Anisodes mediolineata är en fjärilsart som beskrevs av W. Warren 1904. Anisodes mediolineata ingår i släktet Anisodes och familjen mätare. Inga underarter finns listade i Catalogue of Life.